# Maso di Banco

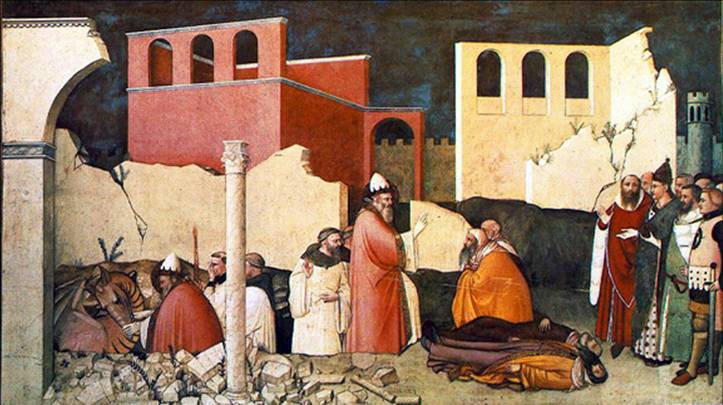
Papież Sylwester I pędzla Maso di Banco

Maso di Banco (ur.?, zm. 1348) – włoski malarz.
Maso di Banco tworzył we Florencji. Malował freski, które wiszą obecnie we włoskich muzeach. Jego styl wzorowany był na Giotto di Bondone, którego był uczniem.

## Literatura
- Florencka kronika De origine civitatis Florentiae et eiusdem famosis civibus (1381-1382) autorstwa Filippo Villani.